# Coleophora hafneri
Coleophora hafneri é uma espécie de mariposa do gênero Coleophora pertencente à família Coleophoridae.